# 찰스 콜슨

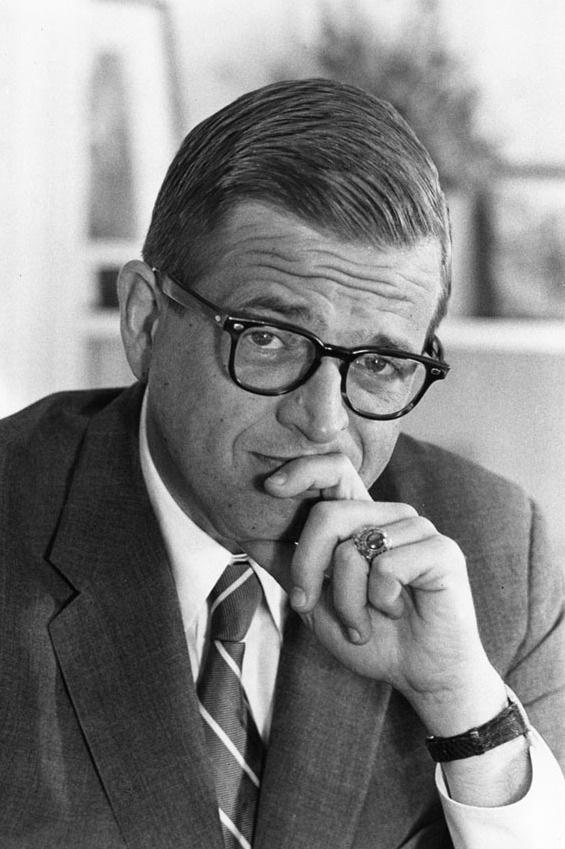

찰스 콜슨(Charles Wendell Colson; 1931년 10월 16일 -2012년 4월 21일) 리처드 닉슨 대통령의 특별보좌관으로 재직하였다.(1969-1973) 1974년 워터게이트 사건에 연루되어 수감되었다. 1973년에 동료 백악관 직원들의 기도와 도움에 감동받고, 복음주의기독교로 전향하였다. 그 이후, 감옥 선교(Prison Fellowship)을 결성하여 수감된 죄수들에게 복음을 전파하는 일을 시작했다.

## 저서[1]
- 러빙 갓
- 백악관에서 감옥까지
- 이것이 교회다
- 이것이 인생이다
- 대중문화 속 거짓말
- Why America Doesn't Work[2]